# Yandusaurus hongheensis
Yandusaurus  hongheensis es la única especie conocida del género extinto Yandusaurus (zhn. “lagarto de la capital de la sal”) es un género  representado por una sola especie de dinosaurios, ornitópodos, hipsilofodóntidos que vivió a mediados del período Jurásico, hace aproximadamente 165 millones de años, en el Oxfordiense, en lo que es hoy Asia.

## Descripción
Fue un pequeño corredor bípedo, que tenía 5 dedos en cada mano que media entre 1 y 1,6 metros de largo 70 centímetros de alto y un peso de 7 kilogramos.
Al indicar el tamaño de Yandusaurus, muchas fuentes dan el de Hexinlusaurus, anteriormente llamado Y. multidens, cuyos especímenes, todos juveniles, miden 60 centímetros a 1,6 metros de largo, y pesan alrededor de siete kilogramos. Sin embargo, Yandusaurus hongheensis era considerablemente más grande que estos ejemplares, se estimó la longitud del cuerpo en tres metros, Peng en 3,2 metros y en 2010 GS Paul dio una estimación de 3,8 metros de longitud y un peso de ciento cuarenta kilogramos.
Un bípedo de rápido movimiento, Yandusaurus tenía cuatro dedos en cada pie y cinco dedos en cada mano. Tenía ojos grandes como lo muestra el yugal curvo. Los dientes, que muestran un patrón único de crestas verticales paralelas comparadas por investigadores chinos con los dedos de la mano de las estatuas de Buda, son muy asimétricos en el sentido de que el lado interno está muy desgastado. Los quince dientes maxilares son más grandes en el medio y se superponen.

## Descubrimiento e investigación
Los fósiles de Yandusaurus se ha encontrado en la municipalidad de Zigong, conocida como la “capital de la sal”, por yan, saly du,   capital, en la Provincia de Sichuan, en China, en la Formación Xiashaximiao. En enero de 1973 , se advirtió al Museo de la Industria de la Sal en Zigong en Sichuan que, durante las actividades de construcción con un compostador en Jinzidang, cerca de la represa de Honghe, sin darse cuenta, se había procesado un esqueleto de dinosaurio. Un equipo del museo logró salvar algunos restos muy dañados. Aunque localmente este animal se denominó al principio "Yubasaurus" o "Honghesaurus", en 1979 el profesor de Beijing He Xinlu lo nombró y describió como la especie tipo Yandusaurus hongheensis. El nombre genérico se deriva de Yandu, el antiguo nombre de Zigong. Este nombre es una contracción de yan , "sal", ydu , "capital", ocasionado por el hecho de que Zigong fue históricamente el centro de la extracción de sal china. De esta manera, Yandusaurus también se refiere indirectamente al Museo de la Sal. El nombre específico se refiere al río Honghe.
El espécimen holotipo , GCC V20501,consiste en un esqueleto parcial con cráneo. Se han conservado elementos de la mayor parte del cuerpo, el cráneo, la columna vertebral, la cintura escapular, los miembros anteriores y posteriores, pero todos están muy limitados y dañados. La mandíbula inferior, la pelvis y el final de la cola probablemente habían sido completamente destruidos por la máquina.
En 1983, He y Cai Kaiji identificaron una segunda especie, Yandusaurus multidens, conocida a partir de dos esqueletos casi completos y nueve esqueletos parciales. En 1992, este fue reasignado por Guangzhao Peng al género Agilisaurus como A. multidens. En 1996, Gregory S. Paul la rebautizó como Othnielia multidens. En 2005 fue colocado por Paul Barrett en su propio género, Hexinlusaurus.

## Clasificación
Yandusaurus fue asignado por He a los Hypsilophodontidae. Hoy, sin embargo, Hypsilophodontidae se considera un grupo parafilético, por lo tanto no natural, y se considera que Yandusaurus toma una posición no resuelta dentro de Neornithischia.